# Rižská gubernie

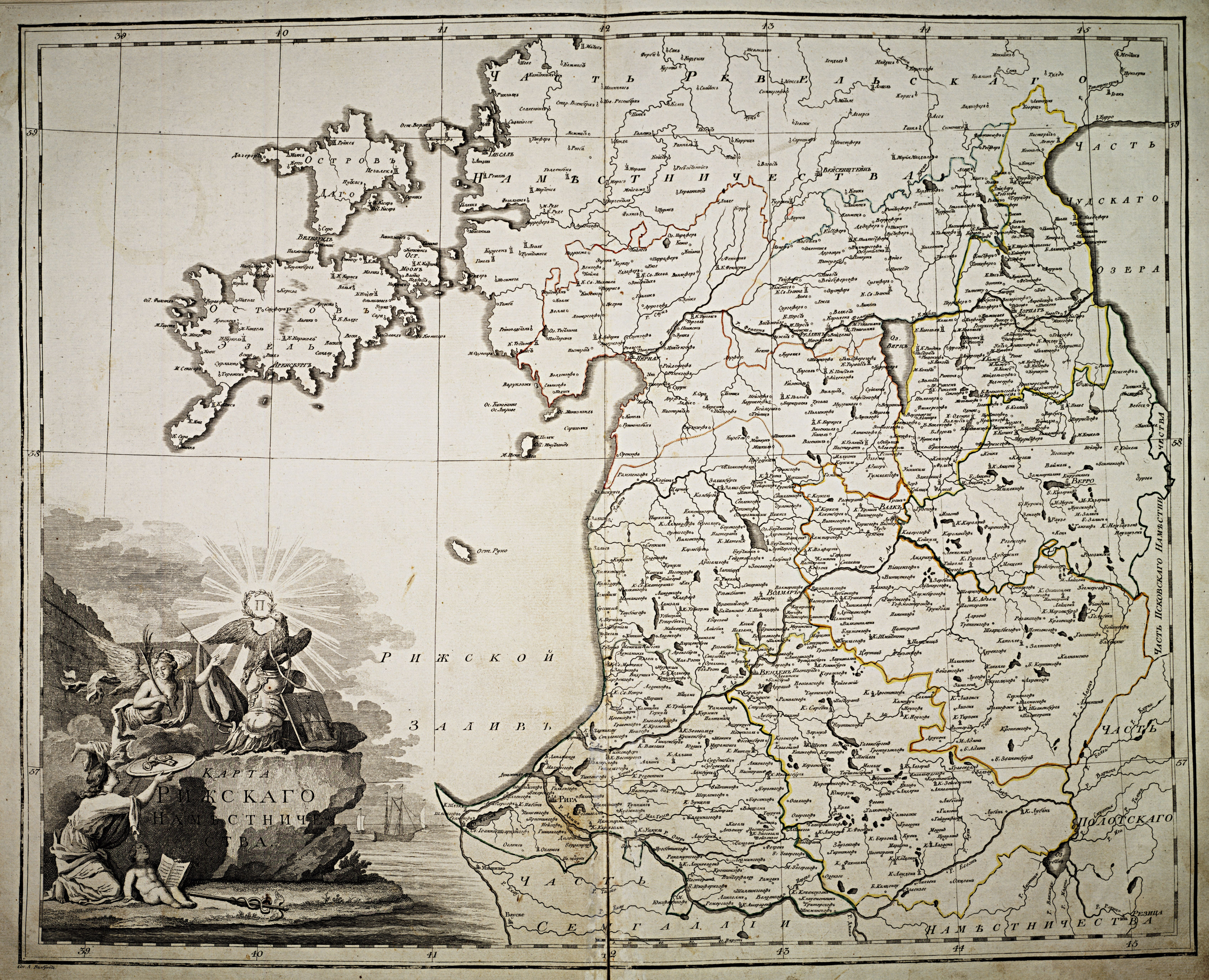
Mapa gubernie

Rižská gubernie (rusky Рижская губерния) byla jedna z gubernií carského Ruska v letech 1713–1783 zřízena nařízením Petra I. na území zaniklé Smolenské gubernie a dnešních území Lotyšska a Estonska. Hlavním městem gubernie byla Riga.
V období od 3. června 1783 do 12. prosince 1796 bylo na území gubernie zřízeno Rižské místodržitelství. Pak se gubernie stala součástí Livonské gubernie a zanikla.